# کومبال
کومبال (به اسپانیایی: Cumbal) یک سکونتگاه مسکونی در کلمبیا است که در بخش نارینیو واقع شده‌است.